# 日本プロキックボクシング連盟
日本プロキックボクシング連盟（にほんプロキックボクシングれんめい）は、日本のキックボクシング団体。1981年10月に千葉ジムが主体となって設立。理事は戸高今朝明。1984年に日本キックボクシング連盟に統合される。

## かつての主要選手
- 菊池巧（東洋フライ級王者）
- 稲毛忠治（東洋ウエルター王者）
- 佐々木小次郎
- 宮川拳吾（元・マーシャルアーツ日本キックボクシング連盟理事長）
- マックス中川（日本ムエタイ連盟ミドル級王者）
- 基流・ザ・ビャー
- 水原浩章（J-NETWORKスーパーバンタム級王者 ）

## リングアナウンサー
- 柳亭金車（落語家）
- 戸高麻里